# Malta (gruppo musicale)
I Malta, conosciuti anche come The Nova erano un duo musicale svedese attivo nel 1973 e formato da Claes af Geijerstam e Göran Fristorp.
Hanno rappresentato la Svezia all'Eurovision Song Contest 1973 con il brano You're Summer.

## Carriera
I Malta, allora chiamati The Nova, sono saliti alla ribalta all'inizio del 1973 con la loro vittoria all'annuale Melodifestivalen, il programma di selezione del rappresentante eurovisivo svedese, dove hanno presentato l'inedito You're Summer. Hanno potuto così cantare per il loro paese all'Eurovision Song Contest 1973 a Lussemburgo, dove si sono piazzati al 5º posto su 17 partecipanti con 94 punti totalizzati. Dopo il contest hanno cambiato il loro nome in Malta e hanno firmato con la EMI, su cui hanno pubblicato un album eponimo e due nuovi singoli.

## Discografia

### Album
- 1973 – Malta

### Singoli
- 1973 – Hjälp dej själv
- 1973 – Sommar'n som aldrig säger nej
- 1973 – Sweet Virginia